# Disarm the Descent
Disarm the Descent (en español: Desarmar el descenso) es el sexto álbum de estudio de la banda de metalcore estadounidense Killswitch Engage. Fue publicado el 2 de abril de 2013 a través del sello Roadrunner Records.
Es el primer álbum de estudio desde Alive or Just Breathing (2002) en contar con Jesse Leach como vocalista principal, luego de que Howard Jones abandonara la banda en enero de 2012. Contiene doce canciones, incluyendo la canción filtrada «No End in Sight» y el sencillo promocional «In Due Time».

## Publicación
El primer sencillo, «In Due Time», fue estrenado de manera digital el 5 de febrero de 2013, y disponible en formatos de streaming en su canal oficial de YouTube el 30 de enero de 2013. El 27 de febrero de 2013, fue estrenado el video musical en el sitio web de la revista Rolling Stone. El 26 de marzo de 2013, la banda realizó una transmisión en línea del álbum en su totalidad durante 48 horas, una semana antes del estreno oficial. Una edición especial del álbum, con carátulas alternativas, fue publicado de manera digital y en formato físico CD/DVD. El DVD contiene un documental de treinta minutos que detalla la realización del álbum.

## Recepción crítica y comercial
El álbum vendió 48 000 copias en Estados Unidos en su primera semana, debutando en la séptima posición del Billboard 200 y logrando liderar las listas de Top Hard Rock Albums y Top Rock Albums. Según registros de febrero de 2016, el álbum vendió 158 000 copias solo en suelo estadounidense.
El álbum debutó en el número 15 en la lista de álbumes del Reino Unido y en el número 6 en la lista ARIA. Sus ventas actuales en el Reino Unido superan las 83 000 copias.

## Lista de canciones
| N.º   | Título                    | Duración |  |
| 1.    | «The Hell in Me»          | 2:57     |  |
| 2.    | «Beyond the Flames»       | 2:53     |  |
| 3.    | «The New Awakening»       | 3:30     |  |
| 4.    | «In Due Time»             | 3:18     |  |
| 5.    | «A Tribute to the Fallen» | 4:02     |  |
| 6.    | «The Turning Point»       | 3:12     |  |
| 7.    | «All We Have»             | 3:20     |  |
| 8.    | «You Don't Bleed for Me»  | 3:20     |  |
| 9.    | «The Call»                | 2:50     |  |
| 10.   | «No End in Sight»         | 3:29     |  |
| 11.   | «Always»                  | 4:33     |  |
| 12.   | «Time Will Not Remain»    | 3:13     |  |
| 40:40 |                           |          |  |

| Bonus track vinilo |                             |          |  |
| N.º                | Título                      | Duración |  |
| 13.                | «Always (Acoustic Version)» | 3:46     |  |
| 44:26              |                             |          |  |

| Edición japonesa (Bonus tracks) |                                    |          |  |
| N.º                             | Título                             | Duración |  |
| 13.                             | «Blood Stains»                     | 3:21     |  |
| 14.                             | «Slave to the Machine»             | 3:07     |  |
| 15.                             | «Numbered Days (Live 2012)»        | 3:43     |  |
| 16.                             | «My Curse (Live 2012)»             | 3:54     |  |
| 17.                             | «The End of Heartache (Live 2012)» | 4:54     |  |
| 18.                             | «Vide Infra (Live 2012)»           | 3:49     |  |
| 01:03:34                        |                                    |          |  |

## Personal
Adaptados desde AllMusic.
Killswitch Engage
- Jesse Leach - voz principal.
- Adam Dutkiewicz - guitarra líder, segunda voz.
- Joel Stroetzel - guitarra rítmica, vocales de apoyo.
- Mike D'Antonio - bajista.
- Justin Foley - batería.

Apoyo y producción
- Dave Rath – A&R.
- Darkico N. – Dirección de arte, diseño, fotografía.
- Lena Utin – Estilista, vestuario.
- Jeremy Saffer – Fotografía.
- Travis Shinn – Fotos grupales.
- Alysha "Girouard" McCooe – Inspiración.
- Christine McCarron – Maquillaje, modelo.
- Brenna Daugherty – Modelo de la portada.
- Jim Fogarty – Ingeniero de audio.
- Andy Sneap – Masterización, mezcla.

## Posicionamiento en listas
| Listas (2013)                         | Mejor posición |
| ------------------------------------- | -------------- |
| Alemania (Offizielle Top 100)         | 12             |
| Australia (ARIA Charts)               | 6              |
| Austria (Ö3 Austria)                  | 15             |
| Bélgica (Ultratop Flandess)           | 63             |
| Bélgica (Ultratop Wallonia)           | 94             |
| Canadá (Canadian Albums)              | 6              |
| Escocia (Scottish Albums)             | 15             |
| Estados Unidos (Billboard 200)        | 7              |
| Estados Unidos (Top Hard Rock Albums) | 1              |
| Estados Unidos (Top Rock Albums)      | 1              |
| Finlandia (Suomen virallinen lista)   | 8              |
| Francia (SNEP)                        | 133            |
| Irlanda (IRMA)                        | 96             |
| Nueva Zelanda (RMNZ)                  | 17             |
| Noruega (VG-lista)                    | 25             |
| Países Bajos (Album Top 100)          | 75             |
| Reino Unido (UK Albums)               | 15             |
| Reino Unido (Rock & Metal Albums)     | 2              |
| Suecia (Sverigetopplistan)            | 48             |
| Suiza (Schweizer Hitparade)           | 23             |